# ديفيد هارني
ديفيد هارني (بالإنجليزية: David Harney)‏ هو لاعب كرة قدم بريطاني، ولد في 2 مارس 1947 في جارو ‏ في المملكة المتحدة، وتوفي في أبريل 2019. لعب مع سكونثورب يونايتد وغريمسبي تاون ونادي برينتفورد ونادي ويمبلدون.